# Stowarzyszenie Inżynierów i Techników Komunikacji Rzeczpospolitej Polskiej

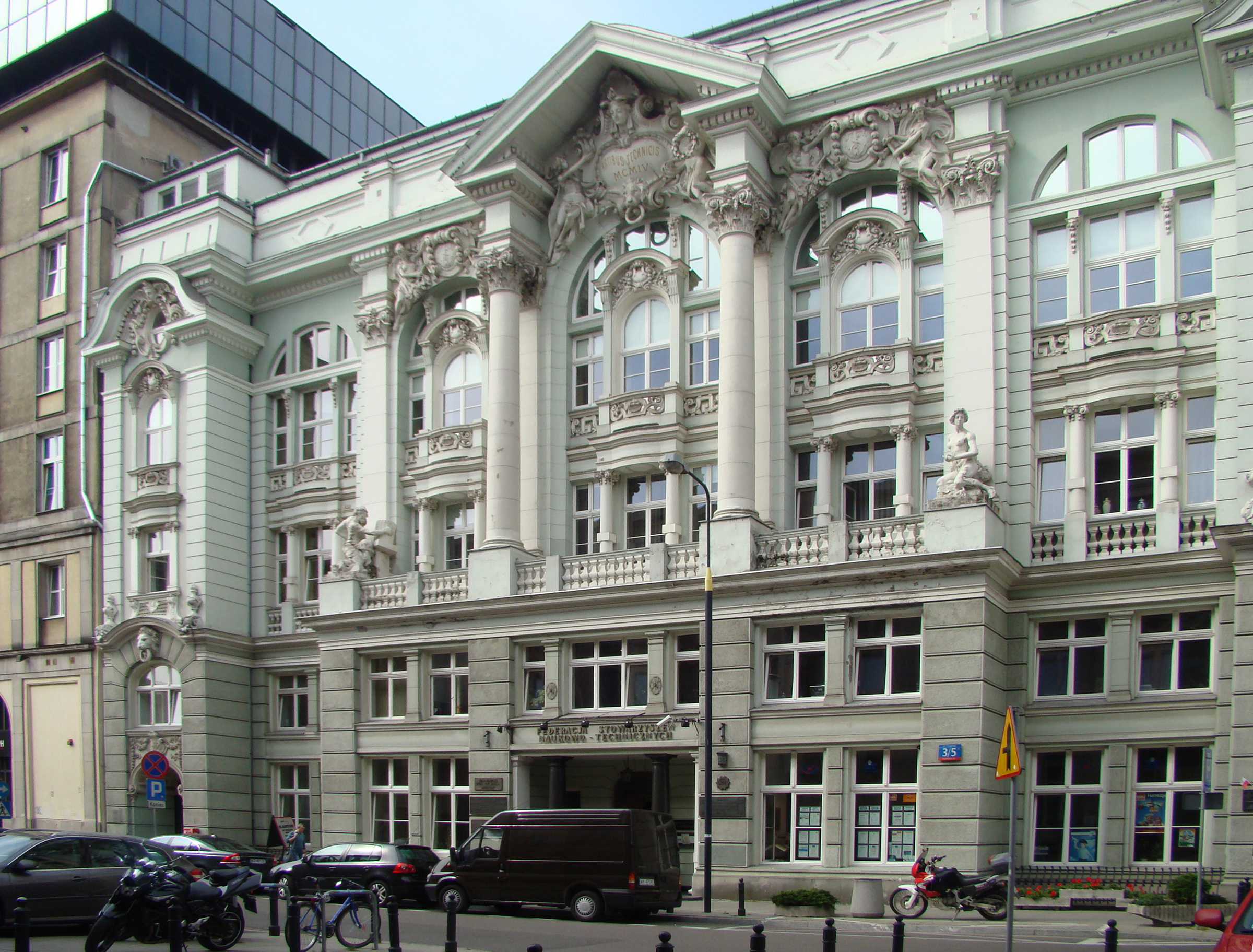
Warszawski Dom Technika NOT – siedziba Zarządu Krajowego SITK

Stowarzyszenie Inżynierów i Techników Komunikacji Rzeczpospolitej Polskiej (SITK) – organizacja naukowo-techniczną zrzeszająca inżynierów i techników specjalności związanych z transportem drogowym i kolejowym.
Stowarzyszenie należy do Federacji Stowarzyszeń Naukowo Technicznych NOT.

## Historia
Stowarzyszenie Inżynierów i Techników Komunikacji RP zostało powołane w 1946, w nawiązaniu do tradycji międzywojennych organizacji technicznych, m.in.: 
- Związku Polskich Inżynierów Kolejowych (1919),
- Związku Inżynierów Drogowych RP (1921),
- Zrzeszenia Techników Kolejowych RP (1925),
- Koła Inżynierów Dróg i Mostów (1926),
- Zrzeszenia Pracowników Administracji Technicznej PKP (1927),
- Stowarzyszenia Członków Polskich Kongresów Drogowych,
- Ligi Drogowej.

Celem powołania Stowarzyszenia Inżynierów i Techników Komunikacji RP było:
- rozwijanie techniki w dziedzinie inżynierii lądowej, komunikacji i transportu;
- reprezentowanie  kadr  inżynieryjno-technicznych  wobec  władz  państwowych i związkowych;
- podwyższanie kwalifikacji zawodowych tych kadr;
- ochrona zawodu;
- organizowanie samopomocy koleżeńskiej.

Do 2022 roku prezesem był Janusz Dyduch. W 2022 roku na kadencję 2022–2026 został wybrany dr inż. Jacek Paś.

## Cele statutowe
Według uchwalonego w 2022 ostatniego Statutu SITK, stowarzyszenie posiada następujące cele:

1. Działalność:

1) na rzecz rozwoju transportu, ochrony środowiska oraz technik informatycznych IT,

2) promującą innowacyjność w transporcie i komunikacji,

3) naukowo-techniczną,

4) informacyjno-edukacyjną,

5) wydawniczą,

6) kulturalną,

7) integrującą członków i sympatyków SITK,

8) w zakresie ochrony zabytków transportu oraz upamiętnienia ich twórców,

9) na rzecz arbitrażu i mediacji,

10) w zakresie bezpieczeństwa i higieny pracy.
2.	Prace dla dobra członków SITK, w szczególności:

1) umacnianie środowiska technicznego transportu i utrwalanie poczucia więzi zawodowej,

2) wypracowywanie i utrzymywanie wysokiej rangi zawodowej inżynierów i techników transportu oraz kształtowanie wśród nich właściwej etyki zawodowej,

3) pomoc członkom w pogłębianiu i aktualizacji wiedzy technicznej, podnoszeniu kwalifikacji zawodowych oraz uzyskiwaniu certyfikatów i uprawnień,

4) reprezentowanie i ochronę interesów członków oraz innych osób, instytucji i firm współpracujących ze Stowarzyszeniem, wobec innych osób, środowisk, instytucji i firm,

5) popularyzowanie techniki transportowej, technik informatycznych oraz innowacyjności w tym zakresie oraz ich twórców,

6) działalność na rzecz integracji zawodowej i społecznej osób niepełnosprawnych,

7) zgłaszanie wniosków w sprawie odznaczeń i nagród państwowych, samorządowych i resortowych.
3. Prace na rzecz postępu i rozwoju transportu oraz innych technik komunikacji, przede wszystkim w zakresie:

1) zagadnień naukowo-technicznych, prawnych, ekonomicznych i organizacyjnych, formułowanie opinii, postulatów i wniosków, wynikających z potrzeb harmonijnego rozwoju wszystkich dziedzin transportu,

2) szerzenia wiedzy i kultury technicznej w społeczeństwie,

3) infrastruktury komunikacyjnej przyjaznej dla osób niepełnosprawnych,

4) zagadnień związanych z ochroną środowiska.
4. Wyrażanie opinii w sprawach dotyczących problematyki transportu.
5.Kultywowanie historii techniki transportowej i jej twórców.

## Działalność
W 2022 do stowarzyszenia należało około 5100 członków zrzeszonych w 27 oddziałach terenowych.
Stowarzyszenie organizuje liczne konferencje, seminaria, zjazdy, związane z tematyką transportową.
Stowarzyszenie nadaje nagrody i wyróżnienia dla osób i organizacji szczególnie zasłużonych dla transportu:
- Odznaki honorowe i wyróżnienia dla członków SITK
- Medal imienia Aleksandra i Zbigniewa Wasiutyńskich – mający na celu uhonorowanie osób wyróżniających się wpływem na rozwój transportu
- Nagroda imienia prof. Czesława Jaworskiego – za wybitne osiągnięcia w opracowaniu i wdrożeniu nowych technologii lub urządzeń trakcji elektrycznej
- Nagroda imienia inż. Józefa Nowkuńskiego – za wybitne osiągnięcia w technice transportowej
- Nagroda w formie statuetki ERNEST – za wyróżniającą działalność na rzecz SITK i transportu
- Medal imienia Henryka Komorowskiego – za wyróżniającą działalność na rzecz SITK i transportu
- Odznaki honorowe Przyjaciel Zabytków Transportu – dla osób i organizacji, w uznaniu ich zasług i wkładu pracy w ochronę zabytków transportu

## Media
SITK jest wydawcą czasopism branżowych:
- Drogownictwo
- Transport Miejski i Regionalny
- Przegląd Komunikacyjny

oraz publikacji książkowych.

## Siedziba
Biuro Zarządu Krajowego SITK mieści się przy ul. Tadeusza Czackiego 3/5 w Warszawie, w gmachu Warszawskiego Domu Technika NOT.